# Carl Jakob von Strokirch
Carl Jakob von Strokirch, född 15 februari 1753 i Habo församling, Skaraborgs län, död 9 mars 1800 i Kungsholms församling, Stockholm, var en svensk häradshövding och lagman.

## Biografi
Strokirch föddes 1753 på Tuvebo i Habo församling. Han var son till hovrättsrådet Johan von Strokirch och Anna Catharina Silfverstedt. Strokirch avlade juristexamen 1772 vid Lunds universitet och blev 22 juli samma år auskultant i Göta hovrätt. I februari 1773 blev han extra ordinarie notarie i Göta hovrätt och i december 1776 blev han vice häradshövding. Strokirch blev vice auditör vid Kronobergs regemente i januari 1778 och ordinarie från 10 februari 1779. Han blev 10 mars 1782 häradshövding i Dals och Lysings häraders domsaga och 18 november 1790 fick han titeln som lagman. I april 1799 blev han adjungerad ledamot i Svea hovrätt. Strokirch avled 1800 i Stockholm.

### Familj
Strokirch gifte sig 1 januari 1779 med Eva Catharina Zerl (1756-1814). Hon var dotter till kyrkoherden Gabriel Zerl och Johanna Wadman i Högby församling.